# Driss Lachgar
Pour les articles homonymes, voir Lachgar.
Driss Lachgar (ou Lachguar), né le 25 septembre 1954 à Rabat, est un avocat et homme politique marocain affilié à un parti de gauche, l'Union socialiste des forces populaires (USFP). Il est actuellement premier secrétaire de son parti.

## Biographie

### Ses débuts
Après un baccalauréat au lycée Lalla Aïcha, il obtient une licence en sciences politiques à l'université Mohammed V de Rabat. En 1981, il obtient son Certificat d'aptitude à la profession d'avocat (CAPA), et exerce depuis la fonction d'avocat au barreau de Rabat.

### Action politique
En 1970, il adhère à l'Union nationale des forces populaires (UNFP), et devient, lors de la scission et la création de l'Union socialiste des forces populaires (USFP) en 1975, responsable national de la jeunesse socialiste. Il milite également au sein de l'Union nationale des étudiants du Maroc (UNEM) de 1972 à 1976, aux côtés de Abdelwahed Radi et Abderrazak Afilal.
Lors des législatives de 1993, il est élu député de Rabat à la circonscription de Yaacoub El Mansour, sous la bannière de l'USFP. Il est réélu député lors des législatives de 1997 à la circonscription de Nehda (Rabat) et en 2002 à la circonscription de Rabat-Chellah . Il devient président du groupe USFP à la chambre des représentants de 1999 sous le mandat du premier ministre Abderrahmane El Youssoufi, jusqu'en 2007. Aux élections législatives de 2007, il perd son siège de député.
De juillet 2000 à janvier 2001, il crée et préside, lors de son mandat de député, la commission parlementaire d'enquête sur la gestion du Crédit immobilier et hôtelier, communément appelée « Affaire CIH ».
En 2001, lors de la tenue du VIe congrès national de l'USFP, il devient membre du bureau politique du parti.
Le 12 juin 2009, il est élu conseiller municipal aux élections communales dans la circonscription de Rabat-Souissi.
Le 4 janvier 2010, il est nommé ministre chargé des Relations avec le Parlement par Mohammed VI dans le gouvernement El Fassi en remplacement de Mohamed Saâd Alami, et ce, jusqu'au 3 janvier 2012 où El Habib Choubani lui succède au poste dans le gouvernement Benkiran.
Lors des législatives de 2011, il regagne son siège de député à la circonscription de Rabat-Chellah et marque son retour à la chambre basse marocaine.
En décembre 2012, lors de la tenue du IXe congrès national de l'USFP, il succède à Abdelwahed Radi et devient premier secrétaire de son parti, après avoir obtenu au second tour, 848 voix contre 650 pour son rival Ahmed Zaidi.
En février 2022, il est réélu Premier Secrétaire de l'Union (soir, en d'autres formes, chef de file) avec 99% des voix. Il affirme qu'il ne voulait pas se présenter mais que ce seraient les militants qui l'auraient désigné.